# Spalangiopelta laevis
Spalangiopelta laevis är en stekelart som beskrevs av Darling 1991. Spalangiopelta laevis ingår i släktet Spalangiopelta och familjen puppglanssteklar.
Artens utbredningsområde är Costa Rica. Inga underarter finns listade i Catalogue of Life.